# 塞马运河

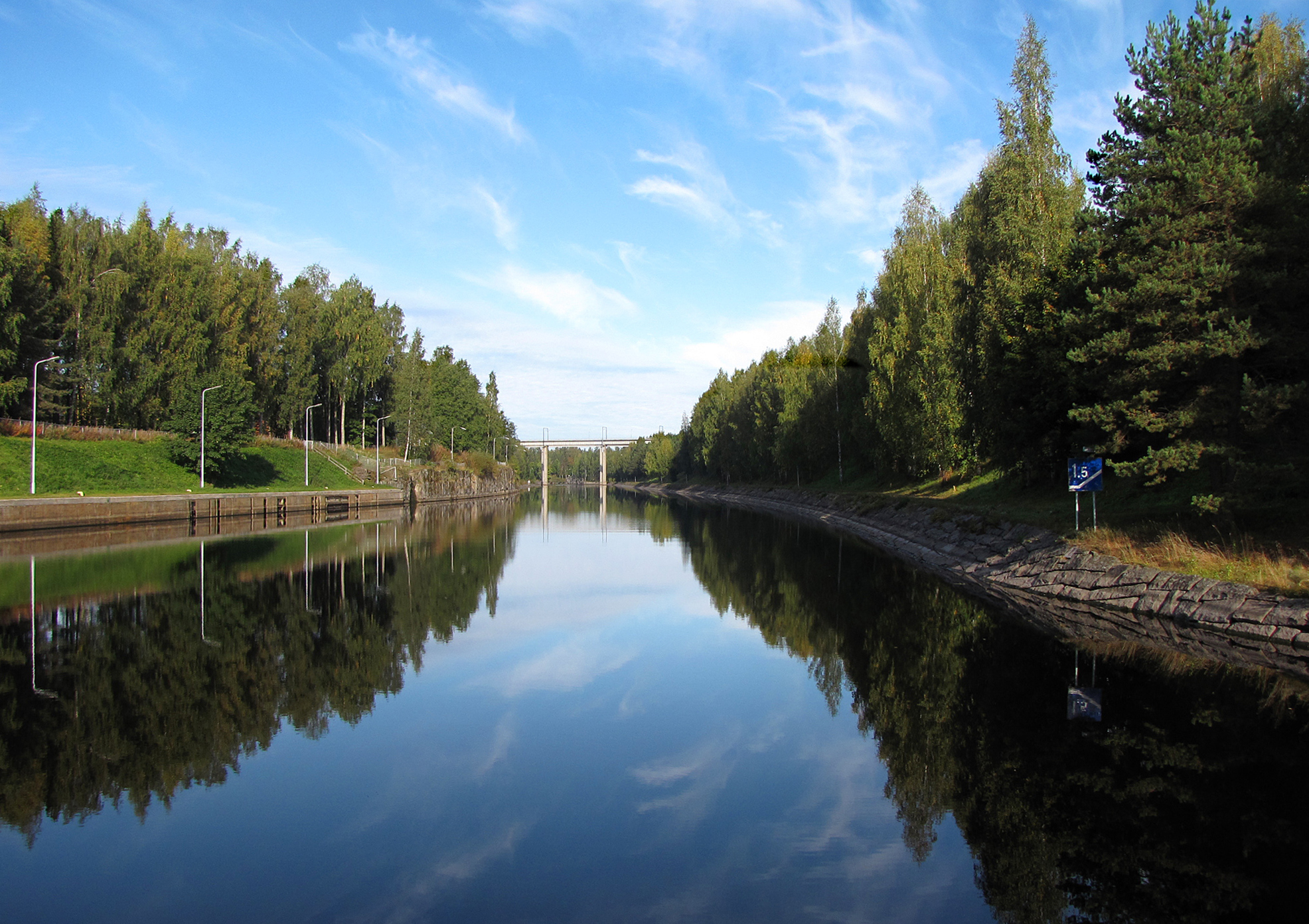
拉彭兰塔境内的塞马运河，背景里为跨越运河的铁路桥

塞马运河（芬蘭語：Saimaan kanava）是一条位于芬兰和俄罗斯境内连接塞马湖水系到芬兰湾的运河。该运河始建于1856年，起于芬兰城市拉彭兰塔，止于俄罗斯城市维堡。
俄罗斯境内的运河及沿岸狭长的地带为俄罗斯国土，但通过租赁条约出租给芬兰管理。最近的一次续约发生在2012年，租赁期为50年。现今世界上不存在类似的条约，之前澳门、香港和巴拿马运河曾是类似的租赁地带，但它们的租赁条约早已失效了。
塞马运河在芬兰一侧全部位于拉彭兰塔市境内，长度为23.3公里。在俄罗斯一侧的长度为19.6公里。运河的总长度为42.9公里。从塞马湖到芬兰湾的总落差为75.7米，沿途共有8个船闸。单个船闸的落差有5.5米至12.4米不等。共有7座可打开的桥梁和6座固定的桥梁跨越运河。运河有50至60米宽，最深处有6米深。
2007年时运河里运输过两百万吨以上的货物，大部分为林业和采掘业的原料及成品。
运河的远程控制中心位于上游的第一个船闸里，从那里可以遥控运河上其它船闸和可开启的桥梁。另外运河下游的最后一个船闸也可以控制最后三个船闸的开关。